# Yungblud
Dominic Harrison (Doncaster, 5 augustus 1997) is een Britse rockmuzikant die optreedt onder de artiestennaam YUNGBLUD.
YUNGBLUD begon op tweejarige
leeftijd met gitaar spelen, waarin hij aangemoedigd werd door zijn vader die een gitaarwinkel had. Zijn grootvader heeft nog opgetreden met T. Rex in de jaren 70. In 2017 debuteerde hij met I Love You, Will You Marry Me, een nummer over een waargebeurd liefdesverhaal. Een jaar later bracht hij zijn eerste album uit, getiteld 21st Century Liability. Daarnaast maakte hij Falling Skies voor de soundtrack van de serie 13 Reasons Why in samenwerking met Charlotte Lawrence. Enkele andere bekende nummers zijn California, Loner, Polygraph Eyes en 11 minutes (ft. Halsey). Zijn teksten zijn naar eigen zeggen vaak geïnspireerd door politieke of maatschappelijke problemen. Ook zingt hij in zijn muziek over de dingen die in zijn hoofd rondspoken. In het liedje Kill somebody zingt hij over zijn mentale conditie.
11 minutes met Halsey en Travis Barker van Blink-182 kwam uit in februari 2019. Zijn meest bekeken en bekende nummer op dit moment (juni 2022) is Parents met 108 miljoen weergaven op youtube. In 2020 kwam zijn tweede album uit "Weird!".
In 2021 won hij de MTV EMA award voor best alternative. Hoewel hij nog niet heel bekend is, heeft hij al veel succes in Europa. Op 3 september 2022 kwam zijn derde album "Yungblud uit. Hierop stonden de singles The Funeral, Memories en Don't feel like feeling sad today.

## Levensloop
YUNGBLUD werd geboren als Dominic Richard Harrison op 5 augustus 1997 in Doncaster, Engeland. Hij is zoon van Sam en Justin Harrison en hij heeft twee zussen. Harrisons grootvader, Rick Harrison, heeft opgetreden met T. Rex in de jaren 70. Hijzelf studeerde aan de Arts Educational Schools in Londen.
Sinds juli 2021 datet hij zijn stylist en modeontwerpster Jesse Jo Stark.

## Invloed
YUNGBLUD noemt The Beatles, Bob Dylan, Arctic Monkeys, Eminem, Taylor Swift en The Clash als enkele invloeden op zijn muziek.

## Discografie
| Titel                      | Details                             | Hoogste positie | Opmerkingen                 |
| -------------------------- | ----------------------------------- | --------------- | --------------------------- |
| weird!                     | 4 december 2020 Locomotion, Geffen  | onbekend        | Album ft. Machine Gun Kelly |
| The Underrated Youth       | 18 oktober 2019 Locomotion, Geffen  | onbekend        | EP ft. Dan Reynolds         |
| YUNGBLUD (live in Atlanta) | 22 maart 2019 Locomotion, Geffen    | onbekend        | Live Album                  |
| YUNGBLUD (unplugged)       | 10 augustus 2018 Locomotion, Geffen | onbekend        | EP                          |
| 21st Century Liability     | 6 juli 2018 Locomotion, Geffen      | AUS: 97         | Album                       |
| YUNGBLUD                   | 13 januari 2018 Locomotion, Geffen  | onbekend        | EP                          |

| Titel                                                  | Jaar | UK | AUS | IRE | US ALT. | US ROCK | Certificaties | Album                             |
| ------------------------------------------------------ | ---- | -- | --- | --- | ------- | ------- | ------------- | --------------------------------- |
| The Emperor                                            | 2022 | —  | —   | —   | —       | —       | —             | —                                 |
| The Funeral                                            | 2022 | —  | —   | —   | —       | —       | —             | —                                 |
| Fleabag                                                | 2021 | —  | —   | —   | —       | —       | —             | —                                 |
| Patience feat. KSI                                     | 2021 | —  | —   | —   | —       | —       | —             | —                                 |
| Lemonade feat. Denzel Curry                            | 2020 | —  | —   | —   | —       | —       | —             | —                                 |
| Strawberry Lipstick                                    | 2020 | —  | —   | —   | —       | —       | —             | Weird!                            |
| Weird!                                                 | 2020 | —  | —   | —   | —       | —       | —             | Weird!                            |
| CITY OF ANGELS (Yungblud Remix) feat. 24kGoldn         | 2020 | —  | —   | —   | —       | —       | —             | —                                 |
| Tongue Tied feat. Marshmello & blackbear               | 2019 | —  | —   | —   | —       | —       | —             | —                                 |
| Die a Little                                           | 2019 | —  | —   | —   | —       | 41      | —             | —                                 |
| original me feat. Dan Reynolds                         | 2019 | —  | —   | —   | —       | —       | —             | The Underrated Youth              |
| Parents                                                | 2019 | —  | —   | —   | —       | 43      | —             | The Underrated Youth              |
| I Think I'm Okay ft. Machine Gun Kelly & Travis Barker | 2019 | 90 | 59  | 56  | 18      | 4       | —             | Hotel Diablo                      |
| 11 Minutes ft. Halsey & Travis Barker                  | 2019 | 59 | 23  | 41  | 18      | 5       | RIAA: Goud    | —                                 |
| I Love You, Will You Marry Me                          | 2017 | —  | —   | —   | 26      | —       | —             | YUNGBLUD & 21st Century Liability |

## Televisie
| Jaar | Titel       | Rol  | Aflevering     |
| ---- | ----------- | ---- | -------------- |
| 2015 | Emmerdale   | Matt | 1 aflevering   |
| 2016 | The Lodge   | Oz   | 6 afleveringen |
| 2016 | The Squeeze | ?    | 3 afleveringen |

- Bibliothèque nationale de France: cb17919612q (data)
- Gemeinsame Normdatei: 1200564502
- International Standard Name Identifier: 0000 0004 6309 1739
- Library of Congress Control Number: no2018128075
- MusicBrainz: 97529a9e-4b5a-4a9c-9c08-c42401d1c268
- Système universitaire de documentation: 252906713
- Virtual International Authority File: 9153833143664331170
- WorldCat: E39PBJc3MYdwmdYDTyhQ3vQjG3